# 21 Dywizja Piechoty (Imperium Rosyjskie)
21 Dywizja Piechoty (ros. 21-я пехотная дивизия) – związek taktyczny Armii Imperium Rosyjskiego.
W 1914 wchodziła w skład 3 Kaukaskiego Korpusu Armijnego. Sztab dywizji stacjonował w Władykaukazie.

## Struktura organizacyjna
Organizacja w 1914
- Dowództwo dywizji (Władykaukaz)
- 1 Brygada Piechoty (Władykaukaz)
  - 81 pułk piechoty
  - 82 pułk piechoty
- 2 Brygada Piechoty (Jekaterynodar)
  - 83 pułk piechoty
  - 84 pułk piechoty
- 21 Brygada Artylerii